# Francesco Ricchi
Francesco Ricchi (Roma, 21 giugno 1947) è un autore televisivo italiano.
È autore di numerose trasmissioni televisive sia di Rai che di Mediaset. Ha lavorato con numerosi conduttori televisivi come Fabrizio Frizzi, Giorgia Passeri, Corrado Mantoni, Pippo Baudo, Milly Carlucci, Giancarlo Magalli, Pino Insegno, Maria De Filippi, Pupo, Michele Cucuzza, Carlo Conti, Paolo Bonolis, Mike Bongiorno, Amadeus, Pippo Franco, Cristina Parodi e Gerry Scotti.

## Biografia
Inizia la sua carriera televisiva di autore nel 1983 scrivendo alcune edizioni di Giochi senza frontiere. Ha poi firmato un'edizione di Domenica in e numerose edizione di Big! al fianco di Pippo Franco. Partecipa poi a un'edizione de Il pranzo è servito condotto da Corrado su Canale 5. Successivamente è autore de La Domenica Sportiva e la prima stagione di Scommettiamo che...?, per poi tornare in Mediaset nel 1992 dove è stato autore fra gli altri di Scherzi a parte, Non è la Rai e un'edizione di La ruota della fortuna. Dopo il ritorno in Rai avvenuto nel 1994 ha scritto programmi di successo come Luna Park, I cervelloni e Tutti in una notte condotto da Fabrizio Frizzi. Sempre con Frizzi lavora con grande successo dal 1997 al 2000 come autore di Per tutta la vita. Sarà poi autore di vari programmi per Carlo Conti, tra cui Il mondo è piccolo, Va ora in onda, I raccomandati, Ma chi sei Mandrake?, Fratelli di Test e un'edizione del Premio Regia Televisiva nel 2010.
Dopo quattro edizioni di successo di La vita in diretta, è tornato in Mediaset riscuotendo grande successo con le nuove edizioni de La Corrida di Gerry Scotti, e con il contenitore Verissimo nel quale ha lavorato con ascolti record per due edizioni. Partecipa a un'edizione di C'è posta per te. In seguito al ritorno in Rai, ha lavorato con molto successo con il talent Ballando con le stelle, mentre dal 2007 è l'ideatore e uno degli autori del quiz Reazione a catena - L'intesa vincente in onda nel preserale di Rai 1 e condotto da Amadeus. Come autore ha partecipato anche a numerose edizioni del Premio Regia Televisiva in onda su Rai 1. Nel 2011 è l'ideatore del varietà Attenti a quei due - La sfida in onda in prima serata su Rai 1 e condotto da Fabrizio Frizzi e Max Giusti.

## Televisione

### Rai
- Giochi senza frontiere (Rete 1, 1980-1981)
- Il barattolo (Rai 1, 1985)
- Domenica in (Rai 1, 1985-1986)
- Uno per tutti (Rai 1, 1987-1990)
- Caccia al lupo! (Rai 1, 1988)
- La notte degli angeli (Rai 1, 1989-1990)
- La Domenica Sportiva (Rai 1, 1990-1991)
- Scommettiamo che...? (Rai 1, 1991)
- Alta tensione, il campione (Rai 1, 1991)
- Miss Italia nel mondo (Rai 1, 1994-1995)
- Luna Park (Rai 1, 1994-1996)
- La zingara (Rai 1, 1995)
- Va ora in onda (Rai 1, 1996)
- 36° Oscar della TV (Rai 1, 1996)
- Tutti in una notte (Rai 1, 1997)
- I cervelloni (Rai 1, 1997-1998)
- Per tutta la vita (Rai 1, 1997-1999)
- La vita in diretta (Rai 1, 1999-2003)
- Il mondo è piccolo (Rai 1, 2000)
- I raccomandati (Rai 1, 2001, 2003)
- 41° Oscar della TV (Rai 1, 2001)
- Capodanno Uno (Rai 1, 2002)
- 43° Oscar della TV (Rai 1, 2003)
- Ma chi sei Mandrake? (Rai 1, 2005)
- Ballando con le stelle (Rai 1, 2005-2008)
- Fratelli di Test (Rai 1, 2007)
- Reazione a catena (Rai 1, dal 2007)
- 50° Oscar della TV (Rai 1, 2010)
- Attenti a quei due - La sfida (Rai 1, 2011-2012)
- Me lo dicono tutti (Rai 1, 2012)
- Si può fare! (Rai 1, 2014)
- Stasera tutto è possibile (Rai 2, dal 2015)
- Colors (Rai 1, 2016)

### Mediaset
- Il pranzo è servito (Canale 5, 1986-1987)
- Non è la Rai (Canale 5, 1992-1993)
- Scherzi a parte (Canale 5, 1992-1994)
- La notte dei telegatti (Canale 5, 1992-1994)
- La sai l'ultima? (Canale 5, 1993)
- Occhio allo specchio (Canale 5, 1993)
- Amici di sera (Canale 5, 1993)
- La ruota della fortuna (Canale 5, 1993-1994)
- Serata speciale (Canale 5, 1994)
- Un sorriso per i bambini (Canale 5, 1994)
- Paperissima (Canale 5, 1994)
- Il Quizzone (Canale 5, 1994)
- C'è posta per te (Canale 5, 2003)
- La Corrida (Canale 5, 2003-2004)
- Verissimo (Canale 5, 2003-2005)
- Le stelle del Circo - Festival Internazionale (Canale 5, 2009)